# Claude Cossette
Pour les articles homonymes, voir Cossette.
Claude Cossette (né à Limoilou, à Québec le 1er décembre 1937). Actuellement professeur émerite de l'Université Laval, il a longtemps été publicitaire et auteur québécois spécialiste de la publicité. De ce fait, il a rédigé et publié de nombreux livres sur le sujet. Il est surtout connu pour l’agence de publicité qui porte son nom, Groupe Cossette Communication, qu’il a lui-même fondée en 1964. Il la quitte ensuite en 1982 pour enseigner à l'Université Laval.

## Biographie
Claude Cossette vient de Limoilou, un quartier de la ville de Québec. Étant fils d’un cordonnier, c’est à l’âge de douze ans que Claude Cossette s’exerce pour la toute première fois en peignant une affichette pour le travail de son père. Quelques années plus tard, il entame des études supérieures au Collège des Jésuites à Québec tout en travaillant comme apprenti chez un fabricant d’enseignes. C'est à l'école qu'un orienteur l'approche et lui fait remarquer qu'il a le potentiel de suivre un cours classique, mais faute de soutien financier, il s’inscrit au Petit séminaire de Québec où il suit son cours classique de 1953 à 1958,.
Pour financer ses études, il travaille, entre autres, en produisant des promotions publicitaires pour la cordonnerie de son père, ainsi qu’en repeignant et en « relettrant » plusieurs fois par an l’enseigne de quatre pieds par huit pieds du magasin. Le succès que vit le commerce de son père incite les commerçants voisins à faire appel à ses services. Il est aussi cireur de souliers, métier payant à l’époque pour les bons cireurs.
Plus tard, il quitte le Séminaire pour s’inscrire à l’École des beaux-arts de Québec. Diplômé en 1962, il entame sa carrière en publicité dans une agence de l’époque, Payeur Publicité. La même année, souhaitant être son propre patron, il obtient un certificat en marketing de la Faculté de commerce de l’Université Laval, en plus d’être titulaire d’une bourse de perfectionnement du ministère de la Jeunesse du Québec. En 1963, il obtient un brevet d’enseignement spécialisé du ministère de l’Éducation du Québec. Étant fasciné par la France, il obtient une bourse d’études pour y étudier; femme et enfant l’accompagnant, il décroche un certificat, en 1964, de l’École supérieure des arts et industries graphiques (École du Livre Estienne) de Paris afin d'en apprendre davantage sur des techniques d'impression. C’est quelques années plus tard, en 1970, qu’il est diplômé de la Faculté de commerce de l’Université Laval, d’un certificat en administration,,. Il fait aussi la rencontre d'une de ses plus grandes influences, Robert Delpire, un producteur de films et designer graphique connu en France.

## La création de Cossette

### Son but initial
Au début des années 1960, au retour de la France, Cossette démarre son agence de communication; Claude Cossette Graphiste, avec une idée précise de la publicité où « la solution à un problème de communication graphique n'est pas une solution visuelle et plastique. C'est plutôt une solution fonctionnelle ». Cette approche l'emmène à offrir ses services à de nombreuses entreprises en tant que graphiste (au lieu de publicitaire), terme peu connu à l'époque, impressionnant ses clients et lui permettant d'augmenter ses tarifs sans perdre de clients. Il se différencie des autres par son effort de mettre de l'avant une créativité qui ne se limite pas aux demandes des clients, mais bien de surpasser les attentes,.
Bien qu’il demande des tarifs élevés pour ses services, son bureau décolle. C’est à la même époque que le Québec vit une période d’expansion économique rapide, la Révolution tranquille, favorisant le développement de son agence. Un associé se joint à lui 10 mois plus tard (Jacques Dupuis), le nom de la boîte de graphisme publicitaire est modifiée pour « Cossette et Dupuis Graphistes Conseils », celui-ci les présente comme n’étant pas seulement des « dessinateurs publicitaires », mais bien des « graphistes conseillés ». C’est d’ailleurs leur désir d’être vus et connus autrement qui est à la base de leur succès. Au même moment, Cossette, travaillant à domicile, déménage son bureau dans un logement de six pièces qu’ils partagent, lui et son associé, avec une coiffeuse et un photographe. En 1966, la boîte comptant quelques employés, s’appelle désormais  "Cossette + Associés Graphistes Conseils", alors que Jacques Dupuis quitte l’équipe,.
Environ au même moment (1966), Cossette signe un contrat d’exclusivité à Québec en tant que directeur artistique pour MacLaren, la plus grosse agence de publicité de l’époque au Canada, tout en poursuivant ses activités au sein de son entreprise. En continuant d’évoluer, Claude Cossette explore les avantages du « Hard Sell », cette approche souligne une nouvelle appellation du groupe; Cossette Associés Groupe Marketing, c’est en faisant de la recherche et en élargissant ses champs d’activités que l’agence prend de l’ampleur,.
À la fin des années 1960 et au début des années 1970, Claude Cossette exploite son brevet d’enseignement (1963). Tout d’abord en 1968, il est titulaire d’un cours en arts graphiques au Cégep de Sainte-Foy, par la suite de 1969 à 1972, il enseigne la publicité au Cégep de Jonquière. Aussi en 1970, il initie la formation du cours de sémiologie de l’image à l’Université Laval.

### Son expansion
Il a beau travailler dans la chambre à coucher de son fils, à force de faire du porte à porte, les affaires progressent vite. En 1972, bien que jouissant d’une réputation enviable, la situation financière de l’entreprise est précaire. Cossette s’associe alors avec cinq de ses cadres pour la remettre sur les rails. Elle est renommée Cossette Communication Marketing, et l’entreprise devient alors une véritable agence publicitaire. Malgré son titre de président, il occupe différents postes au cœur de l’agence, développant des secteurs comme la recherche (devenu Marketing Impact Recherche). Parallèlement, de 1970 à 1975, il suit une formation en animation de groupes, IFG (Institut de Formation par le Groupe) de Montréal et BRIC de Québec.
Concernant l’entreprise, en 1978, Cossette devient la plus grande agence de publicité au Québec et compte à son actif deux bureaux dont un à Québec et l'autre à Montréal; plus tard dans les années 1980, à Toronto et à Vancouver. Les premières grandes campagnes de l’agence sont pour Daisy Fresh, Renault (dont celle du Chameau avec Robert Charlebois comme vedette), Desjardins, puis Provigo, MacDonald’s et bien d’autres,,.

### Publicité au Québec
La publicité au Québec n’est pas du récent : il y a des traces d’idées publicitaires depuis le XIXe siècle. C’est à Montréal qu’elle voit le jour. Au tout début, il n’y a que des publicitaires anglo-canadiens et ce que l’on voit en français n’est qu’une traduction de ce que l’on crée en anglais. Vers la fin des années 1960, on comprend enfin que pour susciter des réactions plus vives chez les consommateurs, il est important qu’un message communiqué reflète bien la culture des gens visés. La publicité québécoise est alors retraduite pour être plus près de leur langue parlée.
Dans les années 1960, la télévision est devenue un élément important dans le domaine et c’est alors que de grandes agences de communication ont pris naissance comme « Cossette Communication Marketing ».  Avec son grand intérêt pour la publicité, Cossette obtient plusieurs contrats et en 1978, Télé-Québec lui demande de faire partie d’une série d’émissions nommée « La Publicité au Québec. »
Passionné par la publicité, son regard sur celle-ci change lorsqu’il se met à enseigner. Il quitte en 1982 sa compagnie pour se consacrer pleinement à l’enseignement et s’exprime à ce sujet dans le livre La Publicité, déchet culturel qu’il publie en 2001. Selon lui, la publicité est tellement omniprésente qu’elle en devient une nuisance créant des besoins inutiles aux consommateurs,,.

### Cossette se sépare de son entreprise
En 1982, Claude Cossette a l’impression d’avoir fait « le tour de la publicité », de plus le stress des affaires lui cause quelques problèmes de santé. C’est ainsi qu’il quitte la présidence de Cossette Communication Marketing, cette dernière est, à ce moment, la plus grande entreprise du genre au Québec. Elle devient, au fil des acquisitions, la plus grande du Canada. L’entreprise est renommée Groupe Cossette Communication et possède maintenant des agences dans plusieurs pays. L’année suivante (1983), Claude Cossette obtient le poste de professeur titulaire à l’Université Laval. Il est ensuite nommé directeur de programme à l’École des arts visuels avec pour mandat de sensibiliser les artistes à la communication, par la suite, le Département de communication l'invite à développer une formation sur la communication par l'image et, par la suite, sur la publicité sociale,,,,.
En 1997, il occupe le poste de professeur titulaire de publicité sociale au Département d’information et de communication de l’Université Laval. Enseignant innovateur, il conçoit des émissions de télévision, met sur pied des studios stages. Il structure Ikon Québec, un centre documentaire relié à la communication et met au point ComViz (1997), le premier cours universitaire francophone entièrement par Internet, la ministre de l’éducation du Québec lui décerne alors le prix dans la catégorie « Logiciels éducatifs » (1997-1998) pour ce cours. Il participe également à un groupe qui traduit la Bible en joual, un dialecte québécois. Il publie aussi de nombreux ouvrages sur la publicité, dont certains critiquant son impact social,.
On lui décerne en 1988 le Gold Medal Award, la plus haute décoration de l’industrie de la publicité canadienne. Il reçoit le Prix des communications du Québec « pour l’ensemble de ses travaux comme théoricien et praticien de la communication et de la publicité ». Il se mérite aussi de nombreux Prix coq du Publicité-Club.
En 2014 il est nommé professeur émérite par l'Université Laval.